# Hilara bovina
Hilara bovina är en tvåvingeart som beskrevs av Becker 1910. Hilara bovina ingår i släktet Hilara och familjen dansflugor. Inga underarter finns listade i Catalogue of Life.